# José Collaso y Gil
José Collaso y Gil (Barcelona, 7 de agosto de 1857 - 8 de mayo de 1926) fue un político español, alcalde de Barcelona durante la Restauración.

## Biografía
Nació en Barcelona el 7 de agosto de 1857.
Afín a Segismundo Moret y después romanonista, fue elegido diputado a Cortes en los comicios de 1886 por el distrito de Villafranca del Penedés, ocupando el puesto hasta 1890. Ejerció de alcalde de Barcelona en cuatro períodos distintos: desde enero de 1894 hasta abril de 1895, entre octubre de 1897 y abril de 1898, entre noviembre de 1909 y febrero de 1910 y entre abril de 1913 y noviembre de 1913.
En 1898 fue elegido diputado por Manresa, ocupando el cargo hasta 1899. Senador por la provincia de Barcelona entre 1901 y 1902 y entre 1905 y 1907, lo sería de forma vitalicia a partir de 1908.
Falleció en 1926.